# Trojan (инженерный танк)
Trojan (Троян) — британский инженерный танк, именуемый также как сапёрная машина (англ. Armoured Vehicle Royal Engineers). Trojan используется для разминирования минных полей и разбора завалов. Находится на вооружении Королевских инженеров.

## Описание
Trojan базируется на шасси танка Challenger 2. Вместо башни установлен гидравлический экскаватор, используемый для перемещения препятствий, рытья и перемещения фашин. Троджен оснащён минным тралом с отвалом для разминирования и разравнивания путей прохода военной техники.
Вооружение состоит из 7,62-мм пулемёта L94A1.
Для быстрого разминирования Trojan буксирует реактивную установку разминирования Питон (Python), которая с помощью отстреливаемых шлангов со взрывчаткой подрывает заложенные противником мины.
Стоимость единицы около 4 217 000 фунтов стерлингов или 6 694 400 американских долларов или 5 338 860 евро.

## История
Trojan производится на заводе BAE Systems Land Systems в Ньюкасл-апон-Тайне. Всего построено 33 бронемашины.
Впервые испытан на учениях в мае 2007 года с 1-м механизированным батальоном Полка герцога Ланкастера.
Ряд машин дислоцируется в Канаде, в британском учебном отряде на канадской военной базе Саффилд (CFB Suffield) в провинции Альберта.
Впервые Trojan был развёрнут британской армией в Афганистане в 2009 году. Во время операции «Моштарак» 28-й инженерный полк использовал Trojan для ликвидации самодельных взрывных устройств (СВУ).